# (483002) 2014 QS441
(483002) 2014 QS441, também escrito como (483002) 2014 QS441, é um objeto transnetuniano que está localizado no Cinturão de Kuiper, uma região do Sistema Solar. Este corpo celeste é classificado como um provável cubewano. Ele possui uma magnitude absoluta de 5,6 e tem um diâmetro estimado com 334 km. O astrônomo Mike Brown lista este objeto em sua página na internet como um candidato a possível planeta anão.

## Descoberta
(483002) 2014 QS441 foi descoberto no dia 9 de abril de 2013 pelo Outer Solar System Origins Survey.

## Órbita
A órbita de (483002) 2014 QS441 tem uma excentricidade de 0,062 e possui um semieixo maior de 46,757 UA. O seu periélio leva o mesmo a uma distância de 43,876 UA em relação ao Sol e seu afélio a 49,639 UA.